# Dagobert Krikelin
Dagobert Krikelin (Dagwood Bumstead i original), äkta make till seriefiguren Blondie i serien med samma namn. Dagobert bor tillsammans med sin fru, sonen Alexander, dottern Babsan och hunden Daisy i en vanlig amerikansk förort. Han arbetar under den koleriske direktör Julius Dittling på ett kontor någonstans. Tillsammans med grannen Herbert Perman har han trevliga och mindre trevliga sysslor. Störs titt som tätt av den retlige ungen Elon. Dagobert har idag mer eller mindre tagit över seriens huvudroll från sin fru. Han är känd för sin speciella frisyr och sina stora nattmackor (Dagobertmacka). Tecknad av Chic Young.
Dagobert fyller år 20 juli, eller 21 april, enligt serierna från de datumen.

## Andra framträdanden
Dagobert gör ett cameoframträdande i Gustaf livs levande.